# Liste des matadors morts dans l'arène

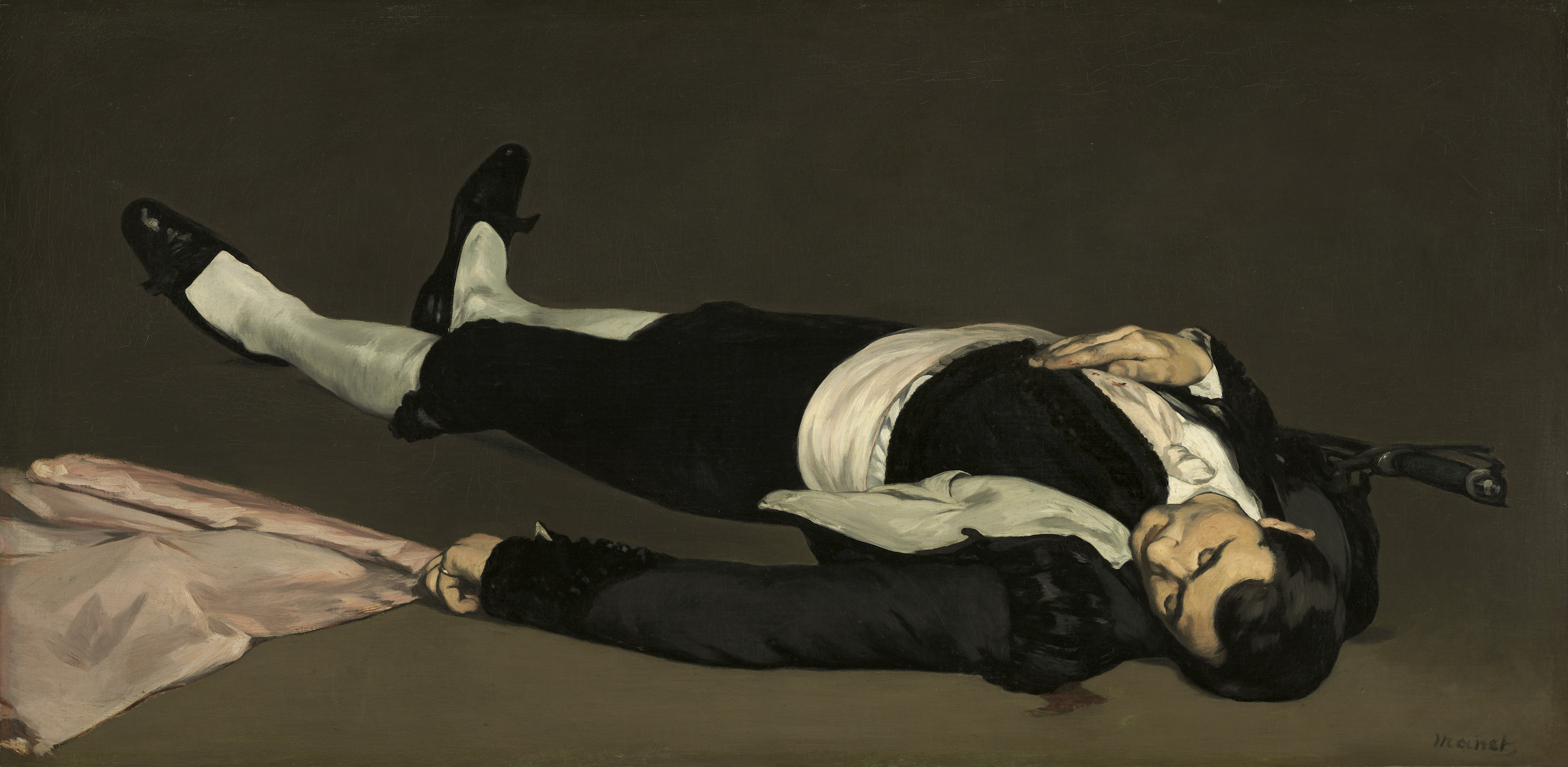
Édouard Manet : Le torero mort

Soixante-et-un matadors ont été tués dans l'arène ainsi que cent quatre-vingt-quatre novilleros, soixante-treize picadors, cent quarante-neuf banderilleros, trois puntilleros et huit rejoneadores.
La liste ci-après comprend les soixante-et-un matadors tués.

## XVIIIesiècle
- 1 - José Cándido Esposito ou Exposito : tué au Puerto de Santa María (Espagne, province de Cadix) le 23 juin 1771 par un taureau de la ganadería de Bornos.

## XIXesiècle
- 2 - José Delgado Guerra surnommé «Pepe Hillo» : tué à Madrid (Espagne) le 11 mai 1801 par le taureau « Barbudo » de la ganadería de Don José Joaquin Rodríguez.

- 3 - Francisco García  surnommé «Perrucho» : tué à Grenade (Espagne) le 8 juin 1801 par le taureau « Barbero » de la ganadería de Don Juan José Bécquer.

- 4 - Antonio Romero : tué à Grenade le 5 mai 1802 par le taureau « Ollero » de la ganadería du marquis de Tous.

- 5 - Francisco Herrera Rodríguez surnommé «Curro Guillén» : tué à Ronda (Espagne, province de Malaga) le 21 mai 1820 par un taureau de la ganadería de Don José Rafael Cabrera.

- 6 - Manuel Parra : blessé à Madrid le 25 octobre 1829 par le taureau « Morenito » de la ganadería de Don Lizarso Perez Laborda ; mort à Séville (Espagne) le 20 novembre 1829.

- 7 - Roque Miranda Conde surnommé «Rigores» : blessé à Madrid le 6 juin 1842  par le taureau « Bravio » de la ganadería du duc de Veragua ; mort à Madrid le 14 février 1843.

- 8 - Francisco González Díaz surnommé « Panchón » : blessé à Hinojosa del Duque (Espagne, province de Cordoue) le 8 août 1842 par le taureau « Bragas » de la ganadería du marquis de Guadalest ; mort à Cordoue le 8 mars 1843.

- 9 - José de los Santos : blessé à Valence (Espagne) le 1er octobre 1847 ; mort à Séville (Espagne) le 17 décembre 1847

- 10 - Isidro Santiago Llano surnommé « Barragán » : blessé le  23 mars 1851 par le taureau « Jardinero » de la ganadería de Don Maximo Gonzalez ; mort le 4 avril 1851

- 11 - Manuel Jiménez y Meléndez surnommé « El Cano » : blessé à Madrid le 12 juillet 1852 par le taureau « Pavito » de la ganadería du duc de Veragua ; mort à Madrid le 23 juillet 1852

- 12 - Pedro Parraga : blessé le 12 octobre 1859 à Toro (Espagne, province de Zamora) par un taureau de la ganadería de Zalduendo ; mort le 15 octobre 1859 dans la diligence qui le ramenait à Madrid.

- 13 - José Dámaso Rodríguez y Rodríguez surnommé « Pepete » : tué à Madrid le 20 avril 1862 par le taureau «Jocinero» de la ganadería de Miura.

- 14 - Agustín Perera : blessé à Palencia (Espagne) le 5 juin 1870 par le taureau « Girón » de la ganadería de Fernando Gutiérrez ; mort à Palencia le 10 juin 1870

- 15 - José María Ponce : blessé à Lima (Pérou) le 2 juin 1872 par un taureau de la ganadería de Bujama ; mort à Lima le 14 juillet 1872

- 16 - Juan Cuervo Pazo : blessé à Albuquerque (Province de Badajoz) le 9 septembre 1883 ; mort le 24 septembre 1883

- 17 - Bernardo Gaviño : blessé à Texcoco (Mexique, État de Mexico) le 31 janvier 1886 par le taureau « Chicharrón » de la ganadería Ayala ; mort à Mexico le 11 février 1886

- 18 - Joaquín Sans y Almenar surnommé « Punteret » : blessé à Montevideo (Uruguay) le 11 février 1888 par le taureau « Cocinero » de la ganadería de Don Felipe Victoria ; mort à Montevideo le 28 février 1888

- 19 - Manuel Fuentes y Rodríguez surnommé « Bocanegra » : blessé à Baeza (Espagne, province de Jaén) le 20 juin 1889 par le taureau « Hormigón » de la ganadería de Don Agustín Hernandez ; mort à Baeza le 21 juin 1889

- 20 - Manuel García Cuesta  surnommé « El Espartero » : tué à Madrid le 27 mai 1894 par le taureau « Perdigón » de la ganadería de Miura.

- 21 - Juan Gómez de Lesca : tué à Guadalajara (Espagne) le 15 octobre 1896 par le taureau « Cachuro » de la ganadería de Ripamillan.

- 22 - Julio Aparici y Pascual  surnommé « Fabrilo » : blessé à Valence le 27 mai 1897 par le taureau « Lengueto » de la ganadería de Camará ; mort à Valence le 30 mai 1897

- 23 - Juan Jiménez Ripoll surnommé « El Ecijano » : gravement blessé le 18 octobre 1898 à Guadalajara (Mexique, État de Jalisco) ; mort au cours d’une corrida à Durango (Mexique, État de Durango) le 5 février 1899, d’une péritonite consécutive à sa blessure.

- 24 - José Rodríguez Davié surnommé « Pepete » : blessé à Fitero (Espagne, Navarre) le 12 septembre 1899 par le taureau « Cantinero » de la ganadería de Zalduendo ; mort à Fitero le 13 septembre 1899

- 25 - Domingo Del Campo y Álvarez surnommé «Dominguín» : tué à Barcelone (Espagne) le 7 octobre 1900 par le taureau « Desertor » de la ganadería de Miura.

## XXesiècle
- 26 - Antonio Montes : gravement blessé à Mexico le 13 janvier 1907 par le taureau « Matajacas » de la ganadería de Tepeyahualco ; mort à Mexico le 17 janvier 1907.

- 27 - Hilario González Delgado surnommé « Serranito » : blessé à Astorga (Espagne, province de León) le 23 août 1908 par le taureau « Sordido » de la ganadería de Don Santiago Neches ; mort à Madrid le 13 octobre 1908.

- 28 - José Marrero Bez surnommé « Cheche » : blessé à Ciudad Jiménez (Mexique, État de Chihuahua) le 9 août 1909 par le taureau « Carito » de la ganadería del Chapadero ; mort à Ciudad Jiménez le 11 août 1909.

- 29 - José Gallego Mateo surnommé « Pepete » : tué à Murcie (Espagne) le 7 septembre 1910 par le taureau « Estudiante » de la ganadería de Parladé.

- 30 - Manuel Lara Reyes surnommé « El Jerezano » : blessé à Veracruz (Mexique, État de Veracruz) le 6 octobre 1912 par un taureau de la ganadería de Napolapan ; mort à Veracruz le 7 octobre 1912.

- 31 - Fermín Muñoz Corchado y González surnommé « Corchaíto » : tué à Carthagène (Espagne, province de Murcie) le 9 août 1914 par le taureau « Distinguido » de la ganadería de Don Felix Gomez.

- 32 - Florentino Ballesteros : blessé à Madrid le  22 avril 1917 par le taureau « Cocinero » de la ganadería de Benjumea ; mort à Madrid le 24 avril 1917.

- 33 - José Gómez Ortega surnommé « Joselito » (également surnommé « Gallito ») : tué à Talavera de la Reina (Espagne, province de Tolède) le 16 mai 1920 par le taureau « Bailador » de la ganadería de la Señora viuda de Ortega.

- 34 - Agustín García Díaz surnommé « Malla » : tué à Lunel (France, département de l’Hérault) le 4 juillet 1920 par un taureau de l’élevage Lescot.

- 35 - Isaac Olivo surnommé « Meri » : tué à Caracas (Venezuela) le 24 août 1920.

- 36 - Ernesto Pastor : blessé à Madrid le 5 juin 1921 par le taureau « Bellotero » de la ganadería de Villagodio ; mort à Madrid le 12 juin 1921.

- 37 - Isidoro Martí Fernando surnommé « Flores » : blessé à Béziers (France, département de l’Hérault) le 26 juin 1921 par le taureau « Aceituno » de la ganadería de Don Alipio Perez Tabernero. Il s’embarque pour le Venezuela et meurt de ses blessures à Caracas (Venezuela) le 6 décembre 1921.

- 38 - Manuel Granero : tué à Madrid le 7 mai 1922 par le taureau « Pocapeña » de la ganadería du duc de Veragua.

- 39 - Manuel Vares y García surnommé « Varelito » : blessé à Séville le 21 avril 1922 par le taureau « Bombito » de la ganadería de Guadalest ; mort à Séville le 13 mai 1922.

- 40 - Manuel Báez Gómez surnommé « Litri » : blessé à Malaga (Espagne) le 11 février 1926 par le taureau « Extremeño » de la ganadería de Guadalest ; mort à Málaga le 18 février 1926.

- 41 - Mariano Montes : tué à Madrid (plaza de Vistalegre) le 13 juin 1926 par le taureau « Gallego » de la ganadería de Florentino Sotomayor.

- 42 - Enrique Cano Iriborne surnommé « Gavira » : tué à Madrid le 3 juillet 1927] par le taureau « Saltador » de la ganadería de Perez de la Concha.

- 43 - Francisco Vega de los Reyes surnommé « Gitanillo de Triana » alias « Curro Puya » : blessé à Madrid le 31 mai 1931par le taureau « Fandanguero » de la ganadería de Don Graciliano Perez Tabernero ; mort à Madrid le 14 août 1931.

- 44 - Carmelo Pérez : gravement blessé le 17 novembre 1929 à Mexico par le taureau « Michín » de la ganadería de San Diego de Los Padres, il resta six mois entre la vie et la mort. Il fut de nouveau opéré à Madrid en 1931, les médecins constatant que les blessures reçues deux ans plus tôt n’étaient toujours pas refermées. Il meurt à Madrid le  18 octobre 1931.

- 45 - Ignacio Sánchez Mejías : blessé à Manzanares (Espagne, province de Ciudad Real) le 11 août 1934 par le taureau « Granadino » de la ganadería de Ayala ; mort à Madrid le 13 août 1934.

- 46 - Alberto Balderas : blessé à Mexico le 29 décembre 1940 par le taureau « Cobijano » de la ganadería de Piedras Negras ; mort à Mexico le même jour.

- 47 - Pascual Márquez : blessé à Madrid le 18 mai 1941 par le taureau « Farolero » de la ganadería de Concha y Sierra ; mort à Madrid le 30 mai 1941.

- 48 - Manuel Rodríguez Sánchez surnommé « Manolete » : blessé à linares (Espagne, province de Jaén) le 28 août 1947 par le taureau « Islero » de la ganadería de Miura ; mort à Linarés le 29 août 1947.

- 49 - José González López surnommé « Carnicerito de Méjico » : blessé à Vila Viçosa (Portugal) le 14 septembre 1947 par le taureau « Sombreiro » de la ganadería de Estevao de Olivera Irmaos ; mort à Villaviciosa le 15 septembre 1947

- 50 - Guillermo Rodríguez Martínez surnommé « El Sargento » : blessé à Cuzco (Pérou) le 24 septembre 1951 par un taureau de la ganadería de Santa Rosa ; mort à Cuzco le 2 octobre 1951.

- 51 - Aurelio Puchol Aldas surnommé « Morenito de Valencia » : blessé à Guayaquil (Équateur) le 9 octobre 1953 par le taureau « Cique » de la ganadería de Lorenzo Tous ; mort à Guayaquil le 11 octobre 1953.

- 52 - José Mata : blessé à Villanueva de los Infantes (Espagne, province de Ciudad Real) le 25 juillet 1971 par le taureau « Cascabel » de la ganadería de don Luis Frias Piqueras ; mort à Madrid le 27 juillet 1971.

- 53 - José Falcón : Tué à Barcelone le 11 août 1974 par le taureau « Cucharero » de la ganadería de Hoyo de la Gitana.

- 54 - Antonio Mejías Jiménez surnommé « Antonio Bienvenida » : tué le 7 octobre 1975 par la vache « Conocida », lors d’une tienta à El Escorial (Espagne, province de Madrid), dans la ganadería de Amalia Pérez-Tabernero.

- 55 - Francisco Rivera  surnommé « Paquirri » : blessé à Pozoblanco (Espagne, province de Cordoue) le 26 septembre 1984 par le taureau « Avispado » de la ganadería Sayalero y Bandrés, il meurt le 27 septembre 1984 durant son transfert à l’hôpital de Cordoue.

- 56 - José Cubero Sánchez surnommé « El Yiyo » : tué à Colmenar Viejo (Espagne, province de Madrid) le 30 août 1985 par le taureau « Burlero » de la ganadería de Don Marcos Nuñez.

- 57 - José Eslava Cáceres surnommé « Pepe Cáceres » : blessé à Sogamoso (Colombie) le 20 juillet 1987 par le taureau « Monin » de la ganadería San Esteban de Overas ; mort à Bogota (Colombie) le 16 août 1987.

## XXIesiècle
- 58 - Rodolfo Rodríguez surnommé « El Pana » : blessé à Ciudad Lerdo (Mexique, État de Durango) le 1er mai 2016 par le taureau « Pan Francés » de la ganadería de Guaname ;  mort à Guadalajara (Mexique, État de Jalisco) le 2 juin 2016.

- 59 - Renatto Motta (es) : mortellement blessé à Ayacucho, Pérou, le 17 mai 2016, lors des Fêtes de San Isidro Labrador. Décédé d'une hémorragie lors de son transfert à l'hôpital de Nazca
- 60 - Víctor Barrio : tué à Teruel (Espagne, province de Teruel) le 9 juillet 2016 par le taureau « Lorenzo » de la ganaderia Los Maños.

- 61 -  Iván Fandiño : mortellement blessé à Aire-sur-l'Adour (France) le 17 juin 2017 Il débute un quite de chicuelinas au troisième taureau de la ganaderia Baltasar Iban, nommé Provechito, correspondant à Juan del Álamo. Le taureau se retourne après la première passe et soulève le torero qui s'empêtre dans le capote de brega et tombe lourdement. Une fois l'homme au sol, le taureau lui inflige un coup de corne qui lui rentre dans le dos, remontant jusqu'au poumon en passant par l'estomac. Relevé par les membres de sa cuadrilla, il entre conscient à l'infirmerie des arènes mais se plaint de vives douleurs. Il prononce ses derniers mots à Thomas Dufau : « Dépêchez-vous, je sens que mon corps s'en va ». Les chirurgiens décident son évacuation vers l'hôpital Layné de Mont-de-Marsan. Il fait un premier arrêt cardiaque sur le trajet pour lequel les médecins parviennent à le réanimer mais le deuxième arrêt cardiaque, quelques instants plus tard, lui est fatal. À son arrivée à l'hôpital, les médecins ne peuvent que signer le certificat de décès. Le lendemain, les équipes médicales rendent compte d'une déchirure de la veine cave.